# آندریا میلوشویچ
آندریا میلوشویچ (سیریلیک صربی: Андрија Милошевић؛ زادهٔ ۶ اوت ۱۹۷۸) بازیگر اهل صربستان است. وی از سال ۱۹۹۵ میلادی تاکنون مشغول فعالیت بوده‌است.